# Vačice drsnosrsté
Vačice drsnosrsté (Caluromyinae) jsou podčeledí vačicovití (Didelphidae).
Dosahují velikosti přibližně 30 až 45 cm. Horní část těla pokrývá hustá vlnovitá srst. Od nosu až po vrchol hlavy se obvykle táhnou tmavé svislé pruhy. Samice téměř všech druhů mají plně vyvinutý vak. Pouze v případě vačice Caluromys philander má samice pouze kožní záhyby na břiše, které chrání mláďata. Hlavní rozdíly oproti jiným druhům vačic spočívají v odlišné struktuře kotníku a liší se také karyotyp.
Areál výskytu se rozkládá od jižního Mexika, přes Střední Ameriku a Jižní Ameriku až do Argentiny.

## Rody
Caluromys
- vačice Derbyho (Caluromys derbianus)

- vačice huňatá (Caluromys lanatus)

- vačice vlnatá (Caluromys philander)

Caluromysiops
- vačice černoramenná (Caluromysiops irrupta)

Glironia
- vačice štětkoocasá (Glironia venusta); ve starších pracích uváděný rod tvoří pode novějších publikací (např. Feldhamer & kol., Mammalogy) samostatnou podčeleď.